# 敏捷 (練習艦)
敏捷(びんしょう、旧仮名:びんせう)は日本海軍の練習艦で日清戦争の戦利艦。
敏捷は「行動などの速やかですばしこい」意味。

## 艦型
建造所、竣工日、要目などの詳細は現在に伝わっていない。
練習艦とされたことからおそらく「満珠」「干珠」と同じ程度の帆走の旧式艦であったろうと推定される。
『明治27・8年 戦時書類 巻1 明治29年』によると要目は表の通り。
2層甲板、3檣の帆船。
船首楼を持ち、中檣の前後に甲板室があり、船橋は後檣の前にあった。
船材は木で主に米松が使われている。
しかし『日本海軍艦船名考』では鋼としている。

## 艦歴
元清国北洋水師の帆走練習艦「敏捷(Min Chieh)」。
1893年(明治26年)11月21日に旅順口で捕獲、
翌1894年(明治27年)8月9日に佐世保に到着した。
1895年(明治28年)
7月18日、呉鎮守府では館山が既に老朽化しているため、代替艦として敏捷を要望した。
このため敏捷が練習艦として使用出来るかどうかの調査が佐世保に命じられ、
船体の出来は良くないが、修理改造を行えば6年ほどは使用出来るという調査結果だった。
9月19日、敏捷は佐世保から呉への回航と、
改めて呉での調査が命令された。
1896年(明治29年)
3月19日提出の報告書では
修理に41,179円、
その他に改造費用などで合計7万円余りが掛かるとされた。
3月31日、敏捷の修理改造は臨時軍事費予算46,000円以内で工事することが訓令された。
同年4月22日に日本海軍艦籍に編入、
4月29日に本籍を呉鎮守府とされた。
ところで、呉水雷団の宿舎として利用していた旧富士山の船体は老朽化のために雨漏りがし、換気が悪く船内は湿度が高い、ビルジから悪臭が放つなど居住環境は最悪だった。
そこで敏捷を富士山の代替に使用することが上申され、
8月20日、敏捷の工事は兵員の宿泊程度に止めることが令達された。
また9月5日に海兵団の砲術練習艦としても使用するため、敏捷に砲の装備も令達された。
敏捷は9月26日に除籍。
在籍はわずか5カ月だった。
除籍後は雑役船に編入、
同日に呉海兵団附属となり、
運用術練習艦として使用された。
1909年(明治42年)10月18日売却訓令、
予定価格は7,000円、
1910年(明治43年)1月7日に売却報告が提出された。